# Luqa
Luqa (forma estesa in maltese Ħal Luqa, che significa "pioppo", pronuncia Lu-a; in italiano storico Luca o Casal Luca) è un comune di Malta di 6 028 abitanti, situato nel sud est dell'isola.

## Storia

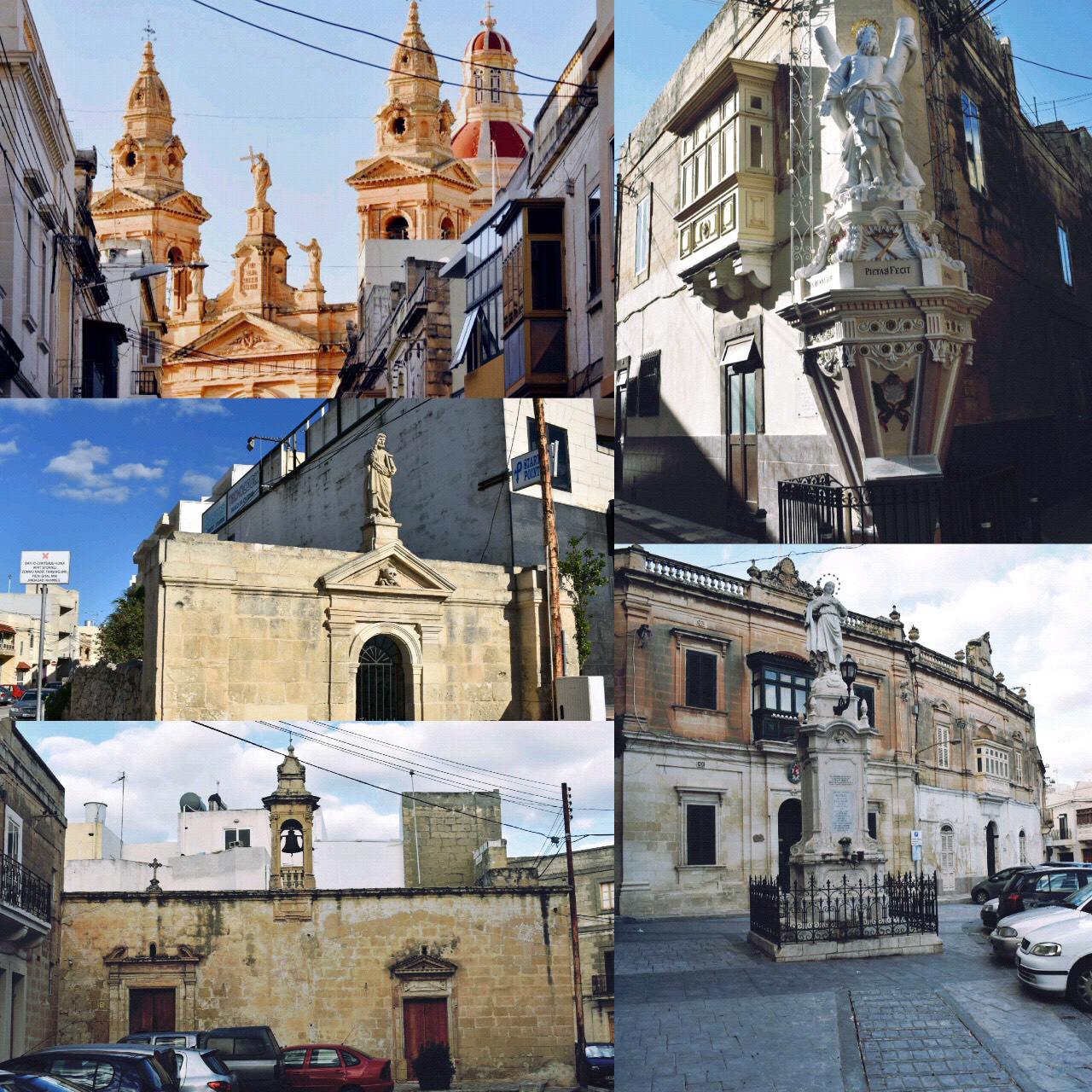
Luqa

Luqa è un villaggio storico del sud di Malta, ad alta densità di popolazione. È stata istituita come parrocchia separata da quella di Gudja il 15 maggio 1634 con un decreto rilasciato da papa Urbano VIII.
La parrocchiale di Luqa è dedicata a Sant'Andrea (Sant'Andrija) e la festa popolare è celebrata la prima domenica di luglio, mentre la festa liturgica è il 30 novembre. Nel 1592 il villaggio di Luqa fu colpito dalla peste bubbonica, che a quel tempo colpì tutta la popolazione di Malta e causò molte morti. Un segno di questo triste episodio è il cimitero che si trova in Carmel Street, Alley 4. Un'altra tragedia per Luqa fu l'epidemia del colera del 1850, dove 13 persone persero la vita. Un cimitero è ancora presente in Valletta Road in ricordo di tale tragedia.
In Triq Pawlu Magri sorge la casa dove visse il più famoso inventore e costruttore di orologi maltese, Michelangelo Sapiano (1825-1913), che si sposò e visse a Luca per la gran parte della sua vita. Sapiano costruì numerosi orologi, fra cui quello del campanile della parrocchiale di Luca. Durante il ventesimo secolo, Luqa ha acquisito rilievo per via dell'apertura dell'aeroporto. La Royal Air Force ha stabilito una base aeronautica che più tardi si è evoluta in aeroporto civile. La RAF ha stabilito edifici militari e civili nella zona vicino all'aeroporto e ad Ħal Farruġ.
Molte vite sono state perse durante la seconda guerra mondiale a Luqa, e molti edifici distrutti a causa dei pesanti bombardamenti. Una tragedia ancora ricordata è avvenuta il 9 aprile 1942 quando una bomba colpì un riparo di guerra e un pozzo e le persone all'interno del rifugio vi furono sepolte vive. Il Consiglio Locale ricorda ancora le persone che hanno perso la vita durante la seconda guerra mondiale con una cerimonia di posa di corone insieme con le altre organizzazioni e club locali. Nel dopoguerra l'aeroporto di Luqa è stato luogo di partenza dell'emigrazione maltese verso gli altri paesi del Commonwealth (Canada, Australia, Regno Unito). La RAF ha mantenuto la propria base a Luqa fino alla fine degli anni '70. Con la partenza di tutti i militari britannici nel 1979, l'aeroporto è stato trasformato completamente in aeroporto civile dal governo maltese.

## Economia
L'economia di Luqa è trainata dalla presenza nel territorio comunale dell'Aeroporto Internazionale di Luqa e di varie aziende dell'indotto (Skyparks Business Center). Air Malta e Medavia hanno la propria sede presso l'aeroporto.

## Amministrazione

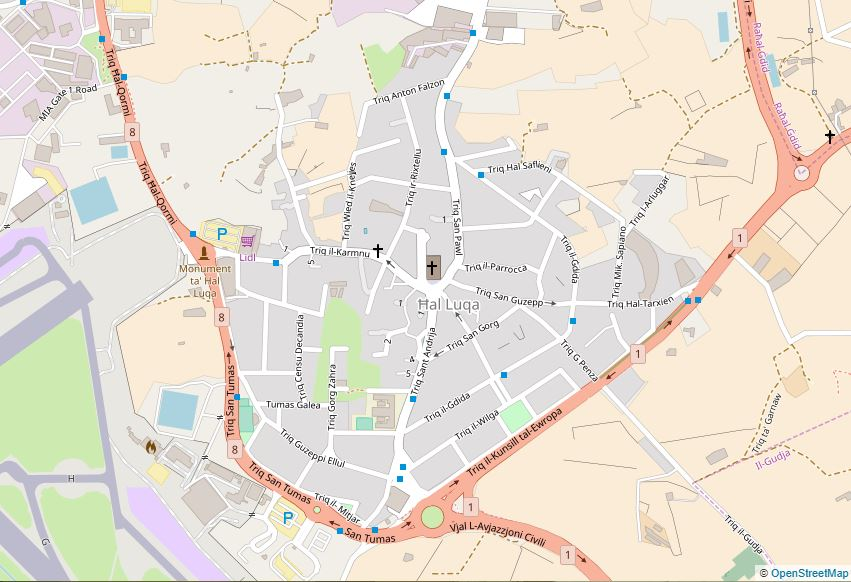
Mappa di Luqa

I cittadini di Luqa votano ogni tre anni per il rinnovo del consiglio locale, composto di sette membri, di cui uno fa da sindaco. Il sindaco attuale è John Schembri.
Zone di Ħal Luqa
- Għammieri
- Ħal Farrug
- Ħal Luqa Industrial Estate
- Ta' Ħal Saflieni
- Taċ-Ċagħki
- Taċ-Ċawla
- Tal-Bandieri
- Wied Betti
- Wied il-Knejjes
- Xagħra tas-Simar